# せっつ (巡視船)
「せっつ」（Settsu）は、海上保安庁のヘリコプター1機搭載型巡視船。つがる型巡視船の6番船にあたる。船種記号は、当初は他の大型巡視船と同じPL（Patrol vessel Large）とされていたが、後にPLH（Patrol vessel Large with Helicopter）に変更された。また公称船型も、当初は単に「ヘリコプター搭載型」と称されていたが、2機搭載のみずほ型の出現によって「ヘリコプター1機搭載型」となった。

## 船歴
1984年9月27日に竣工し、横浜海上保安部（第三管区）に配属された。船名は摂津国に由来する。その後、1986年3月3日には神戸海上保安部（第五管区）に配属替えとなった。
2009年7月3日、和歌山県白浜町の南西約29キロの紀伊水道で、神戸海上保安部所属の巡視船「せっつ」が前部甲板にある35ミリ機関砲の射撃訓練を行ったところ、衝撃で砲身が吹き飛んで海中に落下した。乗組員約40人にけがはなかった。
神戸海上保安部の発表によると、「せっつ」は20ミリ機関砲の訓練を終え、35ミリ機関砲を右舷に向け1発発射した直後、砲身が外れたという。砲身は、ねじって砲にはめ込む仕組みになっており、常時取り付けられている。訓練前の点検でも異状はなかったという。
その後、2019年2月12日よりジャパンマリンユナイテッド因島工場にて延命・機能向上工事に入り、2020年10月1日に完工し任務に復帰している。工事内容は主に艤装品の機能回復と向上で、工事により現役期間は15年延長されることになった。
2023年1月27日、東南アジアの海賊警戒監視のために神戸港を出航した。

## 搭載機の変遷
| 機種               | 機番  | 愛称     | 配属期間                      |
| ------------------ | ----- | -------- | ----------------------------- |
| ベル 212           | MH607 | すま     | 1984年9月13日－2011年3月25日  |
| ベル 212           | MH540 | すま     | 2011年3月25日－2011年12月20日 |
| ベル 212           | MH607 | すま     | 2011年12月20日－2015年3月13日 |
| ベル 212           | MH594 | すま     | 2015年3月13日－2015年11月30日 |
| シコルスキー S-76D | MH918 | しらさぎ | 2015年9月29日－               |